# Чрнече
Чрнече (словен. Črneče) — поселення в общині Дравоград, Регіон Корошка, Словенія. Висота над рівнем моря: 350,4 м.